# Prostitución en Malasia

Prostitución en Asia. En azul, el modelo abolicionista de la prostitución, por el que dicha acción es legal, aunque no está regulada, pero las actividades organizadas como los burdeles y el proxenetismo son ilegales, como es el caso de Malasia.

La prostitución en Malasia está restringida en todos los estados a pesar de estar muy extendida en el país. Las actividades relacionadas, como la prostitución y los burdeles, son ilegales. En los estados de Terengganu y Kelantan, los musulmanes condenados por prostitución pueden ser castigados con azotes públicos.
En 2014 se calculó que había cerca de 150 000 prostitutas en Malasia en el país.

## Historia
Durante 200 años, salvo en tiempos de guerra, la prostitución sólo se manifestaba en pequeñas zonas de George Town, Ipoh, Johor Bahru, Kuantan y Kuala Lumpur, al servicio de leñadores, mineros del estaño y marineros.
Mientras que las prostitutas chinas de la Malaya británica se negaban a dar servicio a hombres no chinos, las prostitutas japonesas karayuki-san de la Malaya británica estaban abiertas a hombres no japoneses. Hombres de todas las razas del Borneo británico, incluidos nativos, occidentales y chinos, eran clientes de las prostitutas japonesas de Sandakan. En 1972, Tomoko Yamazaki publicó la película Sandakan No. 8, que dio a conocer el karayuki-san y fomentó la investigación y la elaboración de más reportajes.
La prostituta japonesa de karayuki-san Zendo Kikuyo, que acabó en el Borneo británico, dijo que los hombres chinos eran sus mejores clientes hasta el boicot chino a los productos japoneses debido a las Veintiuna Demandas. Los japoneses se vieron entonces obligados a depender de los clientes indios. Las japonesas untaban sus burdeles con manteca de cerdo para impedir que los hombres musulmanes malayos se acercaran a ellas y usaran magia de amor con ellas.
Durante la ocupación japonesa de Malasia en la Segunda Guerra Mundial, los japoneses instalaron varios burdeles para sus tropas con el fin de «evitar la violación de mujeres locales por soldados japoneses, limitar la resistencia antijaponesa en la zona ocupada, proteger a los soldados de enfermedades venéreas y evitar la deshonra internacional». Muchas mujeres locales de entre 17 y 28 años fueron obligadas a trabajar en los burdeles, empleadas como lo que se denominó eufemísticamente «mujeres de solaz».
Desde finales del siglo XX, la prostitución se ha extendido por el resto de Malasia, sobre todo en forma de salones de masaje y «centros de salud».

## Prostitución extranjera
Originalmente, las prostitutas eran locales, pero en los últimos 10 años ha habido una afluencia de trabajadoras del sexo extranjeras. Las prostitutas de China, Birmania, Vietnam, Tailandia, Laos y Camboya superan ahora en número a las locales.
La mayoría de las mujeres víctimas de la trata de China a Tailandia y Malasia pertenecen a minorías étnicas como la etnia dai de zonas como la prefectura autónoma dai de Xishuangbanna, en la provincia de Yunnan, y son traficadas por hombres de su misma etnia. Los dai están emparentados con los tailandeses.
En 2012, las divisiones Antivicio, Juego y Sociedades Secretas de la policía detuvieron a 12 234 prostitutas en todo el país, de las cuales 9830 eran extranjeras, entre ellas 5165 chinas, 2009 tailandesas y 1418 indonesias. En 2015, la policía malasia anunció que la mitad de las prostitutas detenidas en una redada policial en Kuala Lumpur eran iraníes. Algunas mujeres iraníes en Malasia se prostituyeron por problemas económicos.

## Turistas sexuales malasios en países extranjeros
El surcoreano Yang Hyun-suk, productor musical y jefe de la empresa YG Entertainment, productora de diversos grupos de K-Pop, fue acusado por los medios de comunicación surcoreanos de ofrecer prostitutas locales de Corea del Sur a inversores extranjeros masculinos, entre ellos el empresario chino malasio Low Taek Jho. Otra mujer entrevistada en el mismo programa dijo que un ejecutivo de YGX, filial de YG, llevó consigo a un tailandés que la violó.

## Situación legal
No hay leyes federales contra la prostitución, pero sí contra las actividades relacionadas. El artículo 372 del Código Penal tipifica como delito la prostitución en cualquier lugar y vivir de las ganancias de una prostituta. Este último se aplica contra quienes regentan burdeles.
La Ley de Prevención y Control de Enfermedades Infecciosas de 1988 añade el delito de exponer a otra persona al riesgo de infección por VIH.
Las normativas sanitarias locales impiden que los establecimientos de salud y belleza (que incluyen los salones de masaje) contraten a trabajadoras del sexo.
Otras leyes, como las que prohíben la vagancia, también se utilizan contra las trabajadoras sexuales.

### Kelantan
En Kelantan está en vigor la Ley de Delitos Penales de la Sharía, que pone en vigor la ley islámica. Esta permite imponer multas y azotar en público a «cualquier mujer que se prostituya». También está prohibida la compra de sexo. Sin embargo, el vice primer ministro, Ahmad Zahid Hamidi, sugiere que esto sólo se aplica a los musulmanes.

### Kuala Lumpur
Kuala Lumpur tiene varios barrios rojos donde se ejerce la prostitución callejera, los salones de masaje y los burdeles.
La zona de prostitución más exclusiva, y probablemente la más conocida, es Bukit Bintang. Mientras que la más barata es el RLD de Lorong Haji Taib, donde ejercen prostitutas indias, chinas y locales. Muy cerca se encuentra la zona de Chow Kit, donde las prostitutas transexuales ejercen por la noche.
Changkat Bukit Bintang, Chow Kit, Jalan Alor, Jalan Hicks y Jalan Thamibipilly, en la zona de Brickfields, son conocidos barrios rojos. En los alrededores de Jalan Petaling operan paseantes callejeros. Otro lugar muy conocido entre los lugareños es Desa Sri Hartamas, situado en el distrito de Segambut, donde también se pueden encontrar salones de masaje.
En el valle del Klang, chinos, vietnamitas, tailandeses y camboyanos trabajan como Guest Relations Officers (GRO) en los karaokes y bares. Tras invitarles a unas copas, negocian el precio del sexo. Las indonesias trabajan como bailarinas o prostitutas en los pubs Dangdut. Las prostitutas africanas intentan captar clientes fuera de los clubes nocturnos de Bukit Bintang, Jalan Sultan Ismail y Jalan Imbi. También hay varias agencias de acompañantes.

### Johor Bahru
Johor Bahru tiene fama de ser una sórdida ciudad fronteriza desde los años 1980. Los servicios sexuales clandestinos tienen una enorme demanda de trabajadores inmigrantes extranjeros y singapurenses. Los barrios rojos más conocidos son Johor Bahru City Square, Wong Ah Fook Street, Jalan Meldrum, Kotaraya y Taman Sentosa.

## Tráfico sexual
La demanda de prostitución ha creado un problema de trata de personas con fines de prostitución forzada desde China y Vietnam. Un estudio realizado en 2009 por una iglesia estimó que había entre 30 000 y 32 000 víctimas de trata sólo en la zona de Sabah. Las víctimas son detenidas sin acceso a servicios legales, médicos o sociales en «refugios de protección». Al cabo de 90 días suelen ser deportadas.
La prostitución y el tráfico de menores también son un problema.
En 2020, Malasia estaba catalogada como país "nivel 2 bajo observación" para la Oficina de Vigilancia y Lucha contra la Trata de Personas del Departamento de Estado de los Estados Unidos. El organismo rebajó su posición a "nivel 3" durante 2021 y 2022, pasando a "nivel 2 bajo observación" en 2023 y finalmente "nivel 2" en 2024.